# Selección de fútbol sub-17 de Malí
La Selección de fútbol sub-17 de Malí, conocida también como la Selección infantil de fútbol de Malí, es el equipo que representa al país en la Copa Mundial de Fútbol Sub-17 y en el Campeonato Africano Sub-17, y es controlado por la Federación Maliense de Fútbol.

## Palmarés
- Copa Mundial de Fútbol Sub-17:
  -  Subcampeón (1): 2015.
  -  Tercero (1): 2023
- Campeonato Africano Sub-17:
  -  Campeón (2): 2015, 2017.
  -  Subcampeón (2): 1997, 2025.
  -  Tercero (2): 1999, 2001
  - Cuarto Lugar (2): 1995, 2023

## Estadísticas

### Campeonato Africano Sub-17
- 1995: 4.º Lugar
- 1997:  Subcampeón
- 1999:  3.º Lugar
- 2001:  3.º Lugar
- 2003: No clasificó
- 2005: 1.ª Ronda
- 2007: No clasificó
- 2009: No clasificó
- 2011: 1.ª Ronda
- 2013: No clasificó
- 2015:  Campeón
- 2017:  Campeón
- 2019: No clasificó
- 2023: 4.º Lugar
- 2025:  Subcampeón

### Mundial Sub-17
- de 1985 a 1995 : No clasificó
- 1997: Cuartos de final
- 1999: 1.ª Ronda
- 2001: Cuartos de final
- de 2003 a 2013 : No clasificó
- 2015:  Subcampeón
- 2017: 4.º Lugar
- 2019: No clasificó
- 2023:  3.º Lugar
- 2025: Clasificado

## Jugadores destacados
| - Seydou Keita - Djibril Sidibé - Mamadou Diallo - Mintou Doucoure - Koly Kanté | - Souleymane Diamoutene - Adama Coulibaly - Mahamadou Diarra - Drissa Diarra - Sidi Keita | - Mamoutou Coulibaly - Drissa Diakité - Djibril Traoré - Ibrahim Diarra |